# 육선희
육선희(陸善熙, 1971년 12월 21일 ~ )는 전 여자 탁구 선수였고 현재 미래에셋대우 토네이도의 코치이다.

## 경력
- 2005년 ~ 2006년 성남시청 탁구단 코치.
- 2007년 ~ 2016년 대우증권 토네이도 코치.
- 2016년 ~ 현재 미래에셋증권 여자탁구단 감독